# Ново-Гамбургу
Ново-Гамбургу (португальська — Novo Hamburgo , німецька: Neu-Hamburg) — муніципалітет у найпівденнішому бразильському штаті  Ріу-Гранді-ду-Сул, розташований у столичному районі Порту-Алегрі , столиці штату. Станом на 2020 рік його населення становило 247 032 особи. Місто займає площу 217 км 2 (84 квадратних миль), а середня температура становить 19 °C (66 °F), що є помірним для регіону. Через місто протікає річка Сінос .
Закріплене німецькими іммігрантами, місто було названо на честь Гамбурга , Німеччина. Населення Ново-Гамбурга все ще переважно німецького походження.
У 1980-х роках Ново-Гамбурго отримав прізвисько «національна столиця взуття», приваблюючи багато спортсменів, треків і компаній, пов’язаних із цим видом спорту. Нині місто є промисловим центром долини річки Сінос , економіка якої базується в основному на виробництві взуття та пов’язаному з ним ланцюжку постачання шкіряних виробів.

## Історія
Район міста вперше був заселений португальськими іммігрантами в середині 18 століття, але воно виросло до статусу села лише з прибуттям перших німецьких іммігрантів у 1824 році. У той час Ново-Гамбургу було частиною Сан-Леопольдо ,колиска німецької імміграції в Бразилії. Німці заснували процвітаючу сільськогосподарську колонію і з часом почали постачати продовольством основні міські центри штату.
Деякі з іммігрантів також принесли ремісничі навички, цінні для самодостатньої, ізольованої економіки, якою були долина та держава на той час. У Ново-Гамбургу перша міська агломерація з’явилася навколо Ново-Гамбургу приблизно в 1870 році, де була невелика торгівля. Місто було звільнено від Сан-Леопольдо, 5 квітня 1927 року, і незабаром приєдналося до решти Бразилії в її бігу до індустріалізації . У 1980 році місто стало резиденцією римо-католицької єпархії Ново-Гамбурга .

## Емансипація
У середині 1920-х років Ново-Гамбургу був підрайоном Сан-Леопольдо . У цей час взуттєва промисловість була в розпалі, спостерігалося інтенсивне розширення торгівлі та велика кількість роботи для постачальників послуг у регіоні. У 1924 році це розширення спонукало групу чоловіків створити комітет з метою досягнення емансипації округу. Цими людьми були: Якоб Крофф Нето , Педро Адамс Фільо , Леоподо Петрі , Андре Кліпп, Юліус Кунц, Хосе Жоао Карлос Мартінс і Карлос Дінстбах.
Тричі було відмовлено в листах, надісланих до ради Сан-Леопольдо з проханням про емансипацію. Зіткнувшись з такою відмовою, група вирішила надіслати запит до уряду штату. Губернатором на той час був Борхес де Медейрос , який згодом попросив комісію подати офіційну заяву, включно з підписами виборців із проханням про емансипацію.
Через три роки, 5 квітня 1927 року, Борхес де Медейруш підписав указ № 3818, відомий як «Золотий орден», створюючи муніципалітет Ново-Гамбургу. Того ж дня було підписано Указ № 3819, яким створено конституційну адміністрацію та дозволено призначати тимчасового мера. Документ надав максимум два місяці для проведення виборів мера та радників. Якоб Крофф Нетто був призначений Борхесом першим Тимчасовим мером Ново-Гамбурга згідно з указом № 3820.

## Географія

#### Гідрографія
Ново-Гамбурго є частиною басейну річки Сінос . Місто розділене на чотири басейни, утворені струмками Пампа, Серкінью, Луїс Рау та Гаучінья. Окрім цього, є кілька струмків, які впадають у регіон Варзеа Сінос, як на північному березі річки, так і на півдні.

#### Клімат
Ново-Гамбурго має чотири добре визначені сезони. Взимку температура може коливатися близько 0 °C (32 °F), а в деяких випадках може досягати від −2 до −1 °C (28–30 °F). Влітку температура стає високою, часто вище 30 °C (86 °F). Середня температура Ново-Гамбурга протягом року становить 19 °C (66 °F). 
| Кліматичні дані для Ново-Гамбурга   | Кліматичні дані для Ново-Гамбурга | Кліматичні дані для Ново-Гамбурга | Кліматичні дані для Ново-Гамбурга | Кліматичні дані для Ново-Гамбурга | Кліматичні дані для Ново-Гамбурга | Кліматичні дані для Ново-Гамбурга | Кліматичні дані для Ново-Гамбурга | Кліматичні дані для Ново-Гамбурга | Кліматичні дані для Ново-Гамбурга | Кліматичні дані для Ново-Гамбурга | Кліматичні дані для Ново-Гамбурга | Кліматичні дані для Ново-Гамбурга | Кліматичні дані для Ново-Гамбурга |
| місяць                              | Січнень                           | Лютий                             | Березень                          | Квітень                           | Травень                           | Червень                           | Липень                            | Серпень                           | Вересень                          | Жовтень                           | Листопад                          | Грудень                           | Рік                               |
| ----------------------------------- | --------------------------------- | --------------------------------- | --------------------------------- | --------------------------------- | --------------------------------- | --------------------------------- | --------------------------------- | --------------------------------- | --------------------------------- | --------------------------------- | --------------------------------- | --------------------------------- | --------------------------------- |
| Середня висока °C (°F)              | 29,3 (84,7)                       | 28,4 (83,1)                       | 26,3 (79,3)                       | 23,4 (74,1)                       | 20,4 (68,7)                       | 19,3 (66,7)                       | 19,5 (67,1)                       | 20,8 (69,4)                       | 22,7 (72,9)                       | 25 (77)                           | 27,4 (81,3)                       | 26,6 (79,9)                       | 24,1 (75,4)                       |
| Середньодобова °C (°F)              | 24,5 (76,1)                       | 23,9 (75,0)                       | 21,8 (71,2)                       | 18,9 (66,0)                       | 16 (61)                           | 14,8 (58,6)                       | 14,9 (58,8)                       | 16,1 (61,0)                       | 17,9 (64,2)                       | 20 (68)                           | 22,2 (72,0)                       | 21,8 (71,2)                       | 19,4 (66,9)                       |
| Середній низький °C (°F)            | 19,8 (67,6)                       | 19,4 (66,9)                       | 17,4 (63,3)                       | 14,4 (57,9)                       | 11,7 (53,1)                       | 10,4 (50,7)                       | 10,4 (50,7)                       | 11,5 (52,7)                       | 13,1 (55,6)                       | 15,1 (59,2)                       | 17 (63)                           | 17,1 (62,8)                       | 14,8 (58,6)                       |
| Середня кількість опадів мм (дюйми) | 126 (5,0)                         | 124 (4,9)                         | 128 (5,0)                         | 110 (4,3)                         | 107 (4,2)                         | 131 (5,2)                         | 123 (4,8)                         | 126 (5,0)                         | 143 (5,6)                         | 124 (4,9)                         | 106 (4,2)                         | 119 (4,7)                         | 1467 (57,8)                       |

## Галузь
Ново-Гамбурго найбільш відомий своєю взуттєвою промисловістю.  Виробництво взуття виникло досить швидко, що призвело до того, що Ново-Гамбурго було визнано столицею бразильського взуття. У місті також є галузі фармацевтики, косметики, меблів, продуктів харчування, побутової техніки, одягу, графічного мистецтва, електроніки, хімії та будівництва.
Ця галузь також поширилася в сусідні міста, було відкрито багато шкіряних заводів, хімічних заводів і фабрик із виробництва комплектуючих для взуття. Одним із прикладів цієї галузі є Національний ярмарок взуття, що проводиться щорічно у Фенаці. Цей ярмарок було започатковано у 1963 році в невеликому конференц-центрі по сусідству. Сьогодні Фенац є домом не лише для цього ярмарку, але й для інших пов’язаних ярмарків, таких як Fimec (виставка взуттєвих машин) і Courovisão Ecovisão (ярмарок шкіри).
У районі Ломба Гранде планується будівництво нового промислового району , однак деякі місцеві жителі висловили занепокоєння, що це будівництво може мати екологічні наслідки.

## Експорт
За оцінками, близько 80% бразильського експорту взуття надходить з Ріо-Гранді-ду-Сул , а центром цих операцій є Ново-Гамбурго.  Ново-Гамбурго розробив повну інфраструктуру для виробництва, маркетингу та торгівлі взуттям і зараз має найбільше перевезення контейнерів у Бразилії. Експорт взуття нині становить близько двох мільярдів доларів.

## Освіта
Перша школа в Ново-Гамбургу була заснована в 1832 році під назвою Comunidade Evangelica Hamburgo Velho (Євангельська громада Старого Гамбурга).  Навчання в школі велося німецькою мовою , оскільки це була найпоширеніша мова того часу. Навчальний матеріал був поганим, і провінційний уряд мало підтримував їх. Тодішній центральний уряд не був зацікавлений інвестувати в освіту і тому не хотів виділяти кошти різним провінціям.
У 1927 році, коли Ново-Гамбурго було звільнено, у місті було сім державних шкіл із загальною кількістю 374 учнів, одна державна школа з 72 учнями та шість приватних шкіл з 478 учнями. У 1930 році було вісім державних шкіл, шість міських шкіл і вісім приватних шкіл, а кількість учнів зросла до 1477 осіб.
Ера Варгаса (1930–1945) стала значним прогресом у бразильській освіті. Ця освітня революція також вплинула на Ново-Гамбурго. У 1943 році шкіл міста зросло до 35, в них навчалося 3668 учнів.
Основними навчальними закладами Ново-Гамбурга сьогодні є:
- Ceducs Centro de Educação Superior[10]
- Colégio Marista Pio XII[11]
- Colégio Santa Catarina
- Faculdade IENH — Instituição Evangélica do Novo Hamburgo
- Ftec Faculdades
- Fundação Escola Técnica Liberato Salzano V da Cunha
- Universidade Estadual do Rio Grande do Sul
- Universidade Feevale[12]

## Туризм
Ново-Гамбургу є одним із 13 чарівних міст , мальовничої околиці бразильських міст у штаті Ріу-Гранді-ду-Сул із сильним німецьким впливом. Інші міста на : Сан-Леопольдо , Естансія-Велья , Івоті , Дойс-Ірмаос , Морро-Ройтер , Санта-Марія-ду-Ервал  , Нова Петрополіс , Грамаду , Канела та Сан-Франсіско-де-Паула .
В історичному центрі, який розташований у районі Гамбургу-Велью, все ще є кілька фахверкових будівель, побудованих за тією ж технікою, що й Музей Шмітта-Прессера (перший зразковий метод, який охороняється IPHAN у Бразилії). Є також роботи німецького архітектора Ернста Зойберта, деякі з його відомих будівель — церква Рейс Магос , церква Богоматері Милосердя , пекарня Райс («Padaria Reiss»), будинок Шмітта і Муніципальна публічна бібліотека Мачаду де Ассіс . Також варто відзначити неокласичну будівлю фонду Ернесто Фредеріко Шеффеля .

## Видатні люди
- Майкон Дуглас Сізенандо(нар. 1981), футболіст
- Мюріель Густаво Беккер (нар. 1987), футболіст
- Сезар Рамос (нар. 1989), автогонщик
- Аліссон Беккер (нар. 1992), футбольний воротар
- Матеус Лейст (нар. 1998), автогонщик

## Зовнішні посилання
- Місцевий уряд Ново-Гамбурга
- Детальна карта вулиць Ново Гамбурга